# 노르트스트림

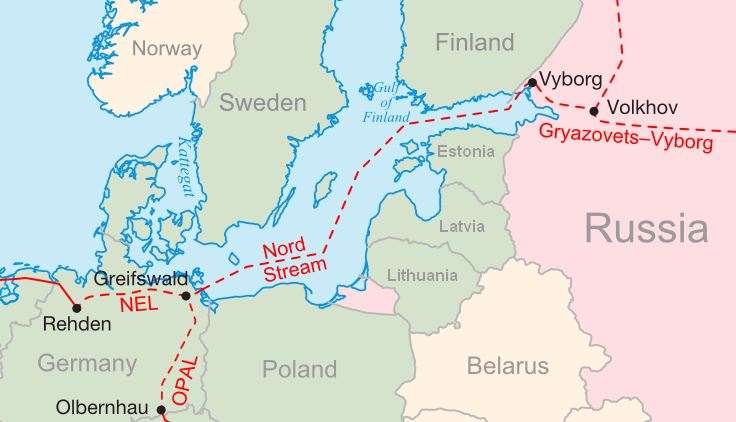
노르트스트림 1의 경로.

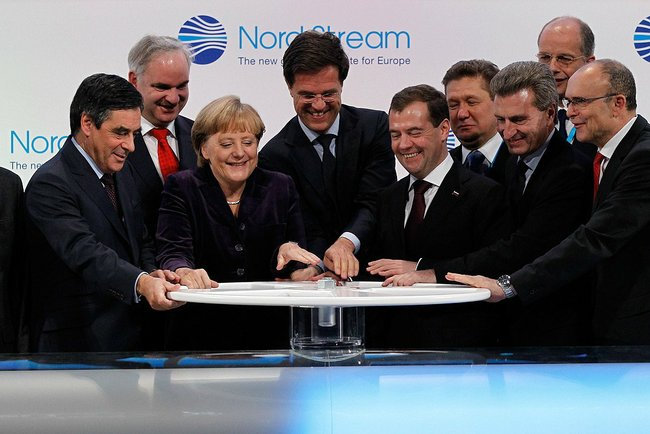
2011년 11월 8일, 앙겔라 메르켈, 드미트리 메드베데프, 마르크 뤼터와 프랑수아 피용이 참여한 노르트스트림 1 개통식.

노르트스트림(Nord Stream, 노드스트림 또는 노르드스트림, 러시아어: Северный поток 세베르니 포토크[*], 문화어: 북부흐름)은 유럽 발트해 아래 위치한 천연가스 파이프라인으로, 러시아에서 독일로 직접적으로 이어진다. 이 파이프라인은 러시아 비보르크에서 독일 메클렌부르크포어포메른주의 Lubmin으로 이어지는 노르트스트림 1(원래 이름: 북트랜스가스, 북유럽 가스관)과, 러시아 Ust-Luga에서 독일 Lubmin으로 이루어지는 노르트스트림 2가 포함된다. 노르트스트림 1은 체코 국경의 OPAL 파이프라인과 브레멘 근처의 NEL 파이프라인으로 연결된다.
노르트스트림 1은 가스프롬의 자회사 노르트스트림 AG가 소유하고 운영하고, 노르트스트림 2는 가스프롬이 100% 소유하는 노르트스트림 2 AG가 운영하고 소유할 계획이다.
노르트스트림 1의 1호 파이프라인은 2011년 5월 개설되어 2011년 11월 8일부터 운영되고 있으며, 2호 파이프라인은 2011년부터 2012년까지 건설하고 2012년 10월 8일부터 운영되고 있다. 노르트스트림 1 두번째 파이프라인은 1,222km(795mi)로 Langeled 파이프라인보다 길어 세계에서 가장 긴 해저 파이프라인이다.
노르트스트림 2는 2018년부터 계획하기 시작하여 2021년 계획을 마치고, 노르트스트림 2의 1호 파이프라인은 2021년 6월, 2호 파이프라인은 2021년 9월부터 운영되고 있다.
노르트스트림 1의 연간 가스 수용량은 550억m3(1.9조 cu ft)로, 노르트스트림 2까지 합하면 두 배인 1100억m3(3.9조 cu ft)로 늘어날 것으로 예상하고 있다.
노르트스트림 프로젝트는 미국과 우크라이나, 그 외 중부 및 동부 유럽 국가들은 러시아의 영향력이 유럽에서 확대되고 중, 동부 유럽의 운송료 가격 인하 때문에 이 프로젝트를 강하게 반대했다. 또한, "노르트스트림"이라는 이름은 러시아의 육상 파이프라인을 포함해 더 긴 파이프라인으로 서유럽과도 연결한다는 뜻을 의미한다고 해석되기도 한다.

## 폭발
2022년 노르트스트림 가스관 폭발로 가스관이 폭발했다.

## 같이 보기
- 사우스스트림

### 노르트스트림 1
- Nord Stream official website (영어/러시아어/독일어)
- Sweden and the NEGP: A Pilot Study of the North European Gas Pipeline and Sweden's Dependence on Russian Energy, (PDF) Base data report by Robert L. Larsson. June 2006
- Map of the disputed between Poland and Danmark zone (폴란드어)
- Original letter from Poland about disputed area of the Baltic sea bottom (PDF)
- Protect the Baltic Sea A petition demanding an independent environmental impact assessment of the Nord Stream gas pipeline project
- A. Łoskot-Strachota, Ł. Antas, Nord Stream on the liberalising EU gas market 보관됨 2016-03-04 - 웨이백 머신, Centre for Eastern Studies, March 2010
- "Sea Change" 보관됨 2012-04-25 - 웨이백 머신 (PDF) (Spektrum der Wissenschaft Custom Publishing, 2011)

### 노르트스트림 2
- Nord Stream 2 official website 보관됨 2022-03-06 - 웨이백 머신